# Адаевское восстание (1870)
Ада́евское восста́ние (Мангышла́кское восста́ние) 1870 года было поднято на полуострове Мангышлак (Мангистау, на восточном побережье Каспийского моря на территории нынешнего Казахстана) местным казахским племенем, одним из родов Младшего жуза, адай и отчасти туркменами-йомудами против введения на полуострове русским правительством ряда административных реформ под общим названием ― Временное положение.
Восстание носило стихийный характер и не имело программы на внутреннее устройство, а действия повстанцев определялись ходом событий.

## Мангышлак. Адаевцы

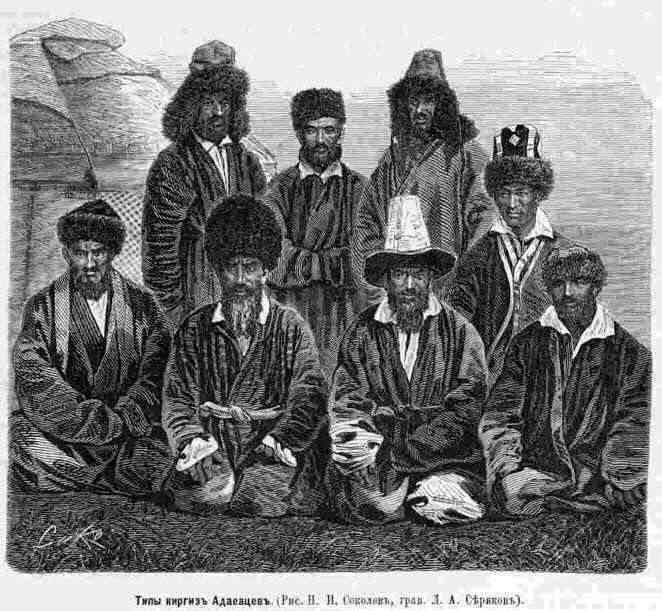
Адаевцы

Казахские племена, населявшие полуостров Мангышлак (Мангыстау), а также прилегающие к нему полуостров Бузачи и плато Устюрт, южная часть которого была частично населена туркменскими племенами, формально были подданными Российской империи. Районы управлялись султанами-правителями, которые назначались русской администрацией. Однако власть самой России там носила чисто номинальный характер и не утверждалась непосредственно на местах. Требования правительства, как правило, исполнялись на усмотрение самих жителей. В то же время, вплоть до 1870 года, по степям тех регионов свободно разъезжали хивинцы, собирая с местных жителей закят (дань). Местные же султаны и русские чиновники были не в состоянии проникать в глубь степей для защиты жителей, а военные разъезды, максимум дойдя до р. Эмбы, возвращались безрезультатно.
Точная численность населения, в частности адаевцев, была неизвестна. Они вносили подать по числу 10 тыс. кибиток, однако по официальным данным их было вдвое больше, а основываясь на сведениях, собранных у самих адаевцев, кибиток предположительно было более 30 тыс. Делились адаевцы на две дистанции, управляемые своими почётными биями: верхней дистанцией ― зауряд-хорунжим бай-Мухаммедом Маяевым, и нижней ― зауряд-хорунжим Кафаром Калбиным.
По отзыву ряда авторов того времени, адаевцы считались «самым диким, грубым и воинственным племенем».

## Предпосылки
Ещё в начале 1869 года в связи с введением Временного положения в Младшем жузе поднялось восстание. Восстали казахи Уральской и Тургайской областей. Мятеж охватил значительное пространство от р. Эмбы на север и юг. Нападению, в частности, подвергались русские купцы и местные феодалы. В период с марта по июнь был совершён 41 набег на поместья биев, султанов и местных старшин. Также была прервана торговля Оренбургской губернии с Бухарой, Туркестаном и степью. К осени восстание было подавлено.
Учитывая опыт событий в степях Тургайской и Уральской областей, перед введением Временного положения в Мангышлаке, оренбургский генерал-губернатор усилил Уильское, Уральское и Эмбенское укрепления, а также возвёл новое в низовьях Эмбы в урочище Масше. Кроме того, был создан Особый комитет под председательством генерал-адъютанта Н. А. Крыжановского. В обязанности входившим в тот комитет уездным начальникам вменялось поддержание порядка на летовках адаевцев и содержание военных гарнизонов в боевой готовности.
В конце 1869 года военным губернатором Н. А. Верёвкиным в Уральск были вызваны адаевские дистаночные начальники зауряд-хорунжие Баймухамед Маяев и К. Колбин. Разъяснив основы нового положения, Верёвкин поручил им с 1870 года начать кибиточный сбор с адаевцев по 3 руб. 50 коп. Начальником Мангышлакского приставства был назначен подполковник Н. М. Рукин, которому Верёвкин поручил взыскать с адаевцев сбор в том же размере и за 1869 год. Между тем, 2 февраля 1870 года Мангышлакское приставство перешло от ведомства Оренбургского генерал-губернаторства к Кавказскому наместничеству.

## Восстание

### Волнения на Мангышлаке
Позиционные взгляды дистаночных начальников Маяева и Калбина отличались. Первый относился более лояльно к русскому правительству, и по прибытии с Уральска сразу принялся вводить новое положение в управляемой им Верхней дистанции, убеждая адаевцев в благих последствиях нововведения. Второй же в своей Нижней дистанции объявил, что новое положение на адаевцев пока не распространяется, чем ввёл их в заблуждение.

### Экспедиция отряда Рукина
15 марта 1870 года подполковник Рукин с полусотней уральских казаков (38 казаков, 2 урядника, хорунжий и есаул) выступил из Александровского форта, чтобы усмирить взволновавшихся адаевцев. Присоединившиеся к нему по пути Маяев с несколькими почётными биями попытались отговорить Рукина от столь рискованной экспедиции в глубь пустыни, так как мятеж, по их заверениям, охватил уже бо́льшую часть Мангышлака.
Пройдя 120 вёрст и не встретив ни одного кочевья адаевцев, отряд Рукина направился обратно в форт. Однако обратный путь уже был занят повстанцами (200—400 чел.) во главе с одним из адаевских сардаров ― Исой Тленбаевым, которые тут же окружили отряд Рукина. Бывшие в отряде адаевцы, кроме Маяева с двумя его нукерами и почтарём Александровского форта Кусумом Мурзабаевым, постепенно перешли на сторону восставших.
23 марта Рукин тайно отправил одного из нукеров Маяева в Александровский форт за подкреплением, а с Тленбаевым вступил в переговоры, которые для обоих окончились безрезультатно. На следующий день отряд Рукина продолжил своё движение. Адаевцы не рисковали атаковать русский отряд на открытой местности и поспешили занять узкое ущелье горного кряжа Актау, чтобы отрезать ему путь к форту.
Рукин повёл свой отряд в обход и к вечеру 24 марта его отряд вышел к скалистым ущельям. Чтобы их миновать, казаки по приказу Рукина бросили палатки, продовольствие, верблюдов и верховых лошадей, после чего, взобравшись на уступ горы, расположились на ночлег. Адаевцы же, тем временем, всю ночь кружили близ той горы. Пытавшийся вступить с ними в переговоры Маяев был застрелен. Тем временем к Тленбаеву присоединилась новая группа повстанцев с полуострова Бузачи, и общая их численность уже доходила до 5 тысяч человек.
На рассвете Рукин вступил в переговоры с Тленбаевым. Последний потребовал, чтобы казаки сложили оружие, после чего он беспрепятственно пропустит их дальше. Казаки категорически отказались выполнять это требование, но Рукин в приказном порядке всё-таки настоял на том, чтобы те разоружились. Как только казаки сложили оружие, адаевцы по условному сигналу Тленбаева накинулись на них и частью перебили, а частью захватили в плен. Увидев это, Рукин выхватил свой револьвер и застрелился.
Гибель отряда Рукина вдохновила адаевцев и послужила сильным толчком к стихийному восстанию.

### В Александровском форте

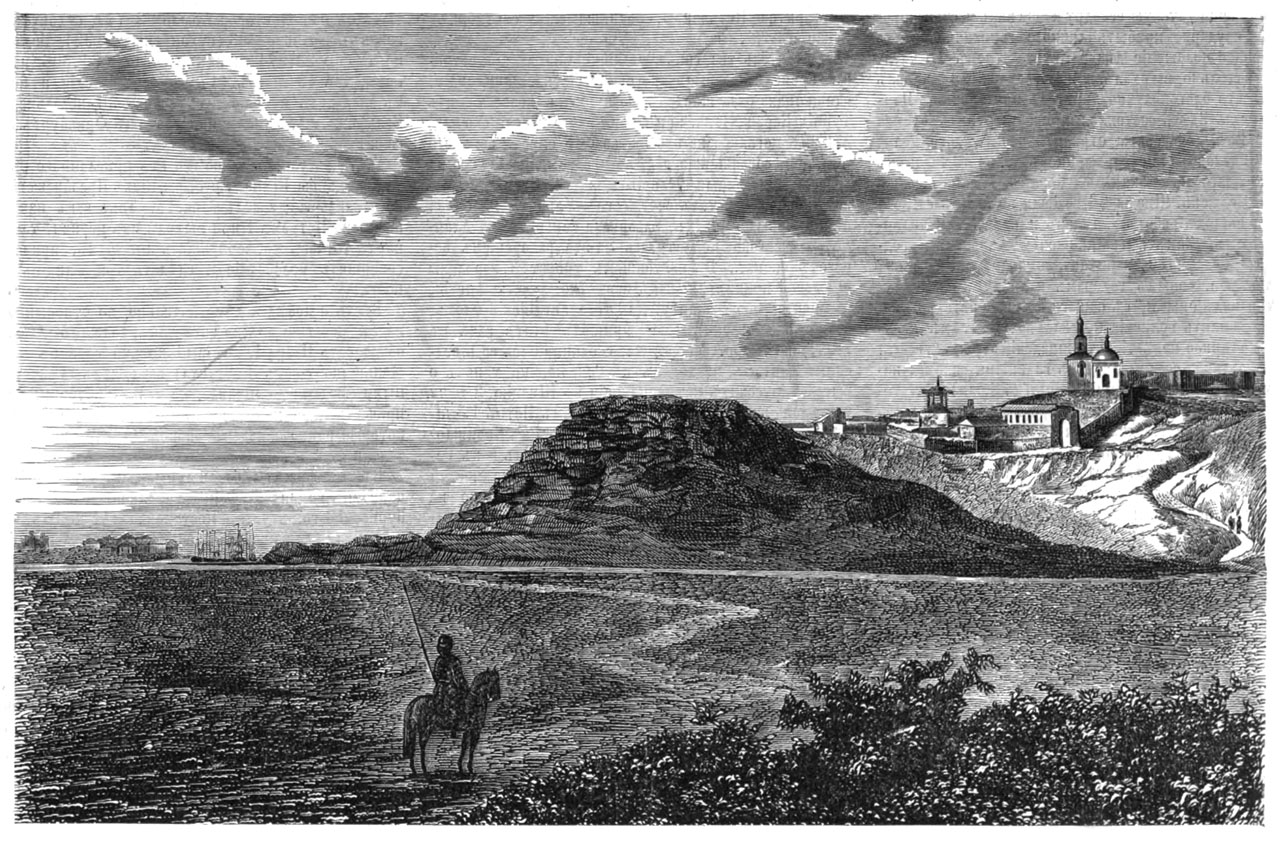
Форт Александровский.
Рис. А. Н. Нисченкова с наброска

По прибытии в Александровский форт нукера Маяева с запиской от Рукина, на помощь последнему тут же была направлена команда (20 пеших казаков, урядник, есаул и фельдшер) с орудием и вторым боекомплектом патронов для отряда. Проводником был сын Маяева. Команда прибыла к месту последнего ночлега отряда Рукина 25 марта в пятом часу вечера (то есть спустя несколько часов после гибели отряда). Близ того места команда встретила казаха, вёзшего тело убитого Маяева, который и сообщил команде о гибели отряда.
26 марта команда вернулась в Александровский форт с известием о гибели пристава и его отряда, а от прибывшего позже в форт Мурзабаева узнали и подробности произошедшего. В тот же день комендант форта майор Е. Н. Зеленин, объявив осадное положение, приказал готовить форт к обороне. Все за редким исключением рабочие и кочевавшие близ форта казахи по получении тех известий в первую же ночь бежали в степь и большей частью присоединились к восставшим. 27 марта Зеленин отправил на рыболовных лодках в Гурьевский городок и Астрахань донесения о крупном восстании на Мангышлаке.

### Нападение на поселения
Поселенцы Николаевской станицы (5 вёрст от форта), предупреждённые комендантом об опасности, частью перебрались в форт, а частью, сложив своё имущество на суда, отплыли от берега и там ночевали. 2 апреля (перед Вербной субботой) бо́льшая часть поселенцев с раннего утра причалили к берегу и принялись топить свои бани. Около 9 часов утра до 6 тысяч повстанцев внезапно напали на станицу и принялись убивать или брать в плен в панике бежавших «полунагих» поселенцев.
Казаки, видевшие это со стен форта, просили у коменданта разрешение на вылазку. Некоторое время майор Зеленин колебался. На вылазку допустимо было выпустить не более сотни, которая, вероятнее всего, могла быть окружена многотысячными массами неприятеля и отрезана от путей отступления к форту, который оставался бы без значительной части его защитников. Ввиду этого Зеленин запретил казакам делать вылазку.
В бухте у выхода в море стоял пакетбот, охраняемый шестью казаками, которые при первом появлении в станице повстанцев открыли по ним огонь из дальнобойных винтовок. Около 30 адаевцев кинулись на другой пакетбот и устремились на казаков. Последним удалось, спрыгнув в шлюпку, уйти в форт.
Тем временем в башне маяка на Тюб-Караганском мысе находились 8 матросов с офицером. Ещё до нападения повстанцев, Зеленин неоднократно посылал сказать, чтобы команда вошла в форт, однако офицер передавал, что будет держаться «на своём посту до последней возможности». В течение двух дней (2―3 апреля), пока повстанцы «неистовствовали» по всему побережью, маяк продолжал выполнять свои функции, подавая в назначенное время сигнальный огонь на флагштоке и освещая судам прибрежные рифы и мели. 4 апреля повстанцы обложили маяк с разных сторон и перекрыли осаждённым воду. В продолжении целого дня матросы вели перестрелку с адаевцами, а ночью, спустившись по верёвкам с 32-метровой высоты, оврагами пробрались в форт, «где их уже не чаяли видеть живыми». На следующий день маяк был разрушен повстанцами.
За три дня адаевцы полностью разграбили и разрушили станицу Николаевскую и другие прибрежные поселения, а также сожгли и разрушили все Тюб-Караганские маяки на Каспийском море.

### Оборона Александровского форта
Гарнизон форта под началом его коменданта майора Е. Н. Зеленина состоял из 150 пеших казаков при 14 орудиях. К ним также присоединились рабочие, лазаретная прислуга, писари, денщики, торговцы и все, кто хоть немного мог владеть оружием. Кроме того, казакам гарнизона были выданы солдатские ружья, чтобы на случай приступа можно было в рукопашной схватке орудовать штыками.
5 апреля повстанцы осадили Александровский форт. Бий Иса Тлунбаев, отрицая свою причастность к восстанию и заверяя, что Рукин и бывшие с ним казаки у него в плену, через парламентёра предложил Зеленину выслать из форта всех адаевцев, после чего он освободит пленных. При этом Тлунбаев просил, чтобы для встречи с ним вышел сам Зеленин, в противном же случае заверял, что «Весь адаевский род восстал на защиту своего закона» и его малочисленному гарнизону будет не устоять против него. Зеленин, уже зная о судьбе отряда Рукина, ответил отказом, предложив при этом попробовать взять укрепление силой.
6 апреля (по другим источниках 5 или 7 апреля) повстанцы предприняли массированный штурм. Несмотря на ограниченное количество боеприпасов, гарнизон открыл усиленный огонь. Повстанцы спешно отступили и, засев за горными кряжами и камнями, принялись вести ответный огонь. Вечером того же дня они попытались занять командную высоту близ форта, доминирующую над окружающей местностью и самим фортом, однако были отброшены успевшими занять её группой казаков.
На следующий день повстанцы захватили рыболовные суда и курсировали на них вдоль берега, но приступов не предпринимали.
В ночь на 8 апреля повстанцы разграбили и разрушили армянский квартал, где находился базар и торговые лавки. Зеленин приказал открыть по ним огонь картечью. Спустившиеся утром к своим домам армяне сообщили, что всё их имущество разграблено дочиста, и что там же осталось лежать множество изувеченных картечным огнём мёртвых тел адаевцев.
Между тем в самом форте как боеприпасы, так и продовольствие были на исходе. Крайний недостаток ощущался и в свежей воде. Стоявшие без смены в карауле казаки изнемогали. В то же время число повстанцев постоянно росло и к 8 апрелю по донесениям лазутчиков их число уже доходило до 10 тысяч человек.
В ночь на 9 апреля повстанцы произвели демонстрационное нападение на форт в сторону южных ворот, но были отброшены. Вслед за тем они повторили попытку штурмовать форт с восточной стороны, но вновь были отбиты. Тем не менее, в ходе боестолкновений казаки вынуждены были оставить нижнее укрепление и укрыться в самом форту. Вскоре от лазутчиков стало известно, что главный штурм назначен на ночь с 9 на 10 апреля.

### Действие войск Кавказского военного округа

#### Первые прибытия русских войск на Мангышлак
Телеграммой от 2 апреля военный министр генерал-адъютант Д. А. Милютин известил главнокомандующего Кавказской армией великого князя Михаила Николаевича о ситуации на Мангышлаке и, что по высочайшему повелению «водворение на Мангышлаке порядка возлагается на кавказское военное начальство». Тогда же для подавления восстания в срочном порядке была назначена экспедиция под начальством генштаба полковника графа П. И. Кутайсова, которому также было предписано вступить в административное управление всем Мангышлакским приставством. Для переброски войск в его распоряжение были предоставлены коммерческая шхуна «Туркмен» и пароход «Шах», пароходного общества «Кавказ и Меркурий».
Первый эшелон из двух рот Кавказского линейного № 14-го батальона и взвода 4-й батареи 21-й артиллерийской бригады при двух нарезных орудиях прибыл на Мангышлак из Порт-Петровска (ныне Махачкала) утром 9 апреля и, на виду стоявших на окружающих высотах повстанцев, высадился близ сожжённой станицы Николаевской. Второй эшелон из двух рот 21-го стрелкового батальона и сборной сотни Терского казачьего войска (из станицы Шелкозаводской) прибыл в форт 12 и третий из сотни Дагестанского конно-иррегулярного (милиционного) полка ― 16 апреля.
После высадки войск, адаевцы ушли в степь. Кутайсов не мог их преследовать в виду отсутствия у него перевозочных средств. Не было также возможности и нанять проводников.

#### Экспедиции Багратион-Мухранского и Кутайсова (17―21 апреля)
На рассвете 17 апреля П. И. Кутайсов выслал к заливу Александр-бай (ныне залив Александра Бековича-Черкасского) дагестанскую сотню (140 чел.), чтобы добыть у кочевавших там мирных туркменов, по слухам находившихся у них, до 60 верблюдов. При этом отправленному с сотней штабс-капитану князю Багратион-Мухранскому было предписано использовать все возможности, чтобы добыть верблюдов мирным путём. В случае же если это не удастся, то применить силу. При встрече же с адаевцами, в вооружённый конфликт с ними не вступать до тех пор, пока они сами не начнут этого.
Спустя два дня, то есть 19 апреля, Кутайсов из опасения, что высланная им за верблюдами сотня по возвращении может подвергнуться нападению адаевцев, выступил ей навстречу со всеми четырьмя ротами и нарезным орудием, оставив перед фортом в армянском квартале только 70 солдат с вторым нарезным орудием под командованием майора П. К. Архангельского.
Между тем, Багратион-Мухранскому удалось добыть у туркмен верблюдов. Кроме того, к нему присоединились 33 кибитки туркмен со своим скотом, которые, из опасения быть наказанными адаевцами за помощь русским, попросили позволить им кочевать близ Александровского форта. Уже на обратном пути 20 апреля сотня подверглась нападению группы повстанцев (до 800 чел.), но после нескольких их безуспешных атак, отбитых дагестанцами, нападавшие, понеся значительные потери, обратились в бегство. В сотне было ранено двое нижних чинов. В тот же день дагестанская сотня дошла до колодца Торткули, где встретилась с колонной Кутайсова.
Тем временем 20 апреля крупные силы повстанцев вновь осадили Александровский форт, обложив его со всех сторон. Ближе к ночи того дня майор П. К. Архангельский перевёл свою команду с орудием в форт, после чего гарнизон завалил главные ворота изнутри камнями. Под ружьё вновь встали и армяне, и лазаретная прислуга и все, кто мог держать оружие.

#### Бой с повстанцами дагестанской милиции (21 апреля)
21 апреля к П. И. Кутайсову явились некоторые из туркменских старшин, которые сообщили ему, что несколько тысяч адаевцев крупными партиями движутся в сторону форта с целью произвести на него нападение. То же подтвердили и прибывшие тотчас лазутчики. Оставив колонну под начальством 21-го стрелкового батальона капитана Н. Н. Коллерта и взяв себе в конвой 57 всадников из дагестанской сотни, Кутайсов спешно направился в форт. Увидев небольшую группу всадников, повстанцы всей массой (до 5 тыс. чел.) бросились ей наперерез и преградили конвою путь к форту. Дагестанцы, произведя ружейный залп, тут же устремились на адаевцев в шашки. Первые ряды повстанцев, «ошеломлённые» залпом, попятились назад, но под напором задних не могли отступить. Дагестанцы врезались в ряды адаевцев и после кровавой рукопашной схватки прорвали заслон. Адаевцы, впрочем, продолжали настойчиво преследовать конвой, которому периодически приходилось то, останавливаясь, давать отпор наседавшим на них с тыла, то сбивать заходивших наперерез повстанцев.
Между тем в форт, от которого в тот день отошла основная масса повстанцев, сумел проскочить князь Багратион-Мухранский с уральским урядником, которые донесли о том, что путь графу Кутайсову с небольшим конвоем преградило огромное количество повстанцев. Несмотря на малочисленность гарнизона, майор Зеленин всё-таки выслал на встречу Кутайсову 60 солдат и 25 верховых казаков с нарезным орудием под командой майора Архангельского. При этом горнисту было дано указание, чтобы при движении «безпрестанно» подавал сигналы.
Повстанцы, услышав звук горна, решили, что к конвою идёт значительное подкрепление и тут же прекратили преследование. В 10-м часу вечера Кутайсов с конвоем и высланной ему навстречу командой прибыл в форт.
Дагестанская милиция потеряла в том бою 9 человек убитыми и 14 раненными нижних чинов. Также погиб и армянин переводчик. У самого П. И. Кутайсова повстанцы отбили вьючную лошадь, на которой находился чемодан со всеми его личными вещами (бумаги, деньги, портрет его жены и пр.) и с единственной картой Мангышлакского полуострова. Также у него вырвали его двуствольную винтовку.
Потери повстанцев были значительными, ― «На несколько вёрст поле было устлано трупами киргизов [казахов]».

#### Прибытие дополнительных войск
По возвращении в Александровский форт граф Кутайсов тут же отправил донесение о случившимся в штаб КВО и вскоре с Кавказа на Мангышлак было прислано 5 сотен Дагестанского конно-иррегулярного полка и стрелковый батальон с двумя нарезными орудиями Черноморского казачьего войска.
С новыми силами Кутайсов предпринял ряд безуспешных экспедиций в степь по поиску повстанцев. В мае на Мангышлак прибыли назначенный на должность помощника начальника Мангышлакского отряда подполковник Н. П. Ломакин и с особыми полномочиями адъютант великого князя Михаила Николаевича полковник барон Ф. Е. Мейендорф. По их рекомендации была сменена тактика выдвижения войск против повстанцев. В отличие от действий Кутайсова, выступавшего в степь со всеми силами единым отрядом, теперь войска выдвигались несколькими колоннами, одновременно охватывая большое пространство. В результате с конца мая по июнь разными отрядами были настигнуты и разорены несколько кочевавших аулов. Были уничтожены посевы, захвачено значительное число баранов, лошадей и верблюдов. Также, среди прочих, были захвачены в плен сыновья влиятельных биев, руководивших восстанием.
Некоторые из адаевских аулов, чтобы не подвергаться разорению, поспешили изъявить покорность русскому правительству, принимая все условия Временного положения. 8 июня в Александровский форт прибыл начальник Дагестанской области генерал-адъютант князь Л. И. Меликов, который предъявил им ряд требований.
1. Безусловно покориться русскому правительству и беспрекословно повиноваться поставленным над ними начальникам;
2. В течение двух месяцев, со дня подписки, внести, не скрывая числа кибиток, полностью следуемую с них за 1870 год подать в размере 3 рублей 50 копеек с кибитки. Те же из них, которые не внесли ещё подать за 1869 год, или же внесли оную не вполне, обязуются, вместе с представлением ими подати за 1870 год, внести или дополнить таковую за 1869 год в прежнем размере по 1 рублю 50 коп. в год;
3. Выдать всех имеющихся у них пленных русских подданных;
4. Выдать всех находящихся между ними зачинщиков восстания и участвовавших в нападениях на полковника Рукина и вообще на русские войска, поселян и рыбопромышленников; тех же из мятежников, которые уйдут от них, указывать начальству места, где они скрываются, содействовать всеми мерами поимке их и вообще стараться или доставить их, или истребить;
5. Возвратить и указать у кого находятся награбленные киргизами при последнем возмущении на Мангишлаке товары, верблюды, лошади, скот и бараны; если же этого будет недостаточно на удовлетворение за понесённые убытки купцов и поселян, подвергшихся грабежу, и семейств тех из них, которые были убиты, то они обязуются беспрекословно, по приведении в известность потерь, принять на себя, вместе с другими отделениями адаевского рода, часть вознаграждения, какую начальство найдёт нужным наложить на них для удовлетворения ограбленных купцов и поселян;
6. Принимать безотговорочно то управление, какое начальству угодно будет ввести у них;
7. Принимать начальников, которые будут поставлены над ними, с должным уважением и почётом, беспрекословно исполнять все их приказания и оберегать их, когда они будут среди них, от покушения неблагонамеренных людей;
8. Отбывать беспрекословно и бесплатно все повинности, которые на них будут возложены, как-то: очистку старых или вырытие новых колодцев, поправку дорог и проч.; и, кроме того, при передвижениях отрядов войск, отдавать в наём за плату, утверждённую главным начальством, лошадей и верблюдов с должным числом вожаков.

Многие адаевцы деятельно принялись доставлять в форт русских пленных и вносить подати, получая взамен «именные билеты» на право сбыта своих продуктов и покупки хлеба. В виду этого князь Меликов принял решение приостановить военные экспедиции в степь. Данное решение также объяснялось и тем, что с наступлением жары они были бы крайне затруднительны. Кроме того, было принято решение сократить воинский контингент на Мангышлаке. На Кавказ возвращались 21-й стрелковый батальон, взвод 4-й батареи 21-й артиллерийской бригады, сборная сотня Терского казачьего войска и две сотни Дагестанского конно-иррегулярного полка. В составе же Мангишлакского отряда, для усиления гарнизона Александровского форта, охраны Николаевской станицы и адаевских аулов, перекочевавших к форту, были оставлены две стрелковые роты 81-го Апшеронского пехотного полка, две роты 14-го Кавказского линейного батальона, сборная сотня и взвод 2-й батареи Терского казачьего войска, две сотни Уральского казачьего войска и одна сотня Дагестанского конно-иррегулярного полка.

### Действие войск Оренбургского военного округа
Бо́льшая часть адаевских кочевий переместилась на Устюрт в безводные и труднопроходимые степи ближе к Хивинскому ханству. Около же 3 тыс. кибиток из Верхней дистанции в конце мая направились к верховьям реки Сагыза. Князь Меликов телеграфировал об этом оренбургскому генерал-губернатору Н. А. Крыжановскому, который в свою очередь приказал генерал-майору К. Ф. Бизянову, принявшему начальство над резервом на Эмбенском посту, перекрыть путь адаевцам на Эмбу. Последний выступил навстречу аулам, направлявшимся к урочищу Кзылжар (к верховьям рек Чиили и Сагыза). В то же время и в том же направлении из Иргиза выступил и сам Крыжановский с конвоем, усиленным сотней уральских казаков. Как позже отмечал в своём донесении Крыжановский,
Одновременное движение к верховьям Сагиза отрядов из Эмбенского поста и моего конвоя подействовали чрезвычайно внушительно на передовых адаевцев.

#### Гурьевский отряд
7 июня Гурьевский отряд, состоящий из трёх рот пехоты, двух казачьих сотен и взвода кавалерии с двумя конными орудиями, под начальством Генштаба подполковника В. С. Саранчёва, выступил по направлению к озеру Масше, где разместились адаевские аулы отделений джарово, тобышево и джеменеево, которые принимали деятельное участие в нападении на отряд Рукина и осаде Александровского форта. Узнав об этом, последние спешно бежали к низовьям реки Эмбы, на правом берегу которой отряд Саранчёва нагнал их и, постоянно атакуя, преследовал на протяжении более 20 вёрст. Во время того преследования погибло большое число адаевцев. Как писал в своём отчёте сам Саранчёв,
Я остановился от бесполезного кровопролития только тогда, когда число жертв и отбитого скота, по моему взгляду, могли составить достаточный поучительный урок для адаевцев.
Бии и старшины тех аулов решили изъявить о своей покорности, однако Саранчёв отказался вести с ними переговоры до тех пор, пока не будут освобождены все находившиеся у них русские пленные. Вскоре адаевцами были освобождены есаул Логинов, захваченный при нападении на отряд Рукина, и 4 поселенцев из-под Александровского форта. После этого Саранчёв, видя тяжёлое положение адаевцев, в своём рапорте генерал-губернатору Крыжановскому, просил его выдать им свидетельства, позволяющие им кочевать у берегов реки Эмбы, так как, по словам Саранчёва, «промедление в выдаче им на это свидетельства может довести их до крайнего разорения».
Вслед затем Саранчёв в начале июля выдвинулся к морю против адаевского отделения джетымек, которое укрывалось на прибрежных островах и лиманах. Разделив свой отряд на три группы, Саранчёв атаковал адаевцев, которые в спешке, побросав завязших в иле навьюченных верблюдов, скот и даже грудных детей, по пояс в воде бежали к островам в 2—3 верстах от берега. Оказавшись осаждёнными на островах без питьевой воды и пищи, адаевцы вскоре сдались, освободив пленных и вернув всё захваченное в армянском квартале имущество.

#### Бой при мысе Чаграе
25 июля при мысе Чаграе в Уральской области повстанцами под предводительством бия Азбергена Мунайтпасова был атакован конвой из 20 казаков под начальством фейерверкера Аникия Коржова из отряда подполковника Байкова. Команда казаков, расположив верблюдов в каре, в течение нескольких часов отбивала атаки нескольких сотен неприятеля. В находившийся в 25 верстах от места боя русский лагерь в Орженеце был послан гонец с сообщением о нападении на транспорт. Два взвода стрелков с орудием марш-броском прибыли к мысу Чаграю через 3 ½ часа, после чего повстанцы отступили.
Потери команды составили 2 убитых и 17 раненных, 3 из которых через два дня умерли от ран.

#### Отряд Байкова
Ещё 28 июня отряд подполковника Байкова, оставив тяжести на реке Чегане, в составе роты стрелков и двух сотен казаков, за 23 дня без дневок прошёл до 500 вёрст по безводным пескам Асмантай-Матай и Сам на севере Устюрта. Местность ту адаевцы считали недоступной для русских войск и не ожидали их появления. В четырёх стычках с повстанцами отряд Байкова нанёс им тяжёлое поражение.
В дальнейшем подполковник Байков получил указание применять оружие только против вооружённых повстанцев. Однако, несмотря на заверения уездного начальника майора Соколова в том, что на реке Сагыз расположились мирные адаевцы, Байков, имевший в составе своего отряда две стрелковые роты, две конные сотни и два орудия, часть его послал к реке Киякты, где 8 сентября у адаевцев были отобраны весь скот и имущество. Около 50 лошадей и 64 верблюда Байков велел раздать для хранения, 200 баранов пустить на мясные порции, а имущество разделить между нижними чинами. Другая часть отряда 10 сентября напала на аулы отделения крыкмултук. Во время нападения 20 адаевцев было убито, их кибитки и имущество сожжены, а женщины подвергнуты насилию.
Вслед за тем у реки Сагыз отряд Байкова 13 сентября напал на торговый караван адаевцев, шедший в Оренбург за хлебом. При этом 21 человек из каравановожатых был убит, 350 верблюдов отобрано, а вьюки брошены.
Всего в период с 8 по 12 сентября отрядом Байкова были убиты 60 казахов, при этом, по некоторым сведениям, они были расстреляны в упор «в то время, когда, в доказательство своей покорности, показывали квитанции во взносе податей по новому положению». Один из казахов был до смерти засечён нагайками. Кроме прочего, отрядом Байкова разорены были 16 аулов и уничтожено до 70 кибиток.
За военные преступления подполковник Байков в следующем 1871 году был предан военному суду, по приговору которого приказом по Оренбургскому округу от 22 апреля 1871 года за № 27 он был лишён чинов, прав, привилегий и сослан на поселение в Тобольскую губернию. Наказание также понесли и другие из отряда Байкова.

## Последствия
Восстание было жёстко подавлено. Однако российские власти пошли на некоторые уступки адаевцам. Теперь им позволялось вносить кибиточную подать не только деньгами, но и скотом. Так же по старым обычаям для управления назначались родовые бии.
После поражения восстания в декабре 1870 года его предводители И. Тленбаев, Д. Тажиев, Е. Кулов, К. Ораков и многие другие адаевцы, опасаясь преследования царских войск, ушли в пределы Хивинского ханства. Отдельные же мелкие очаги восстания продолжались ещё вплоть до 1871 года.
Приказом по Военному ведомству от 27 июля 1871 года ― период военных действий на Мангышлаке с 19 апреля по 19 сентября 1870 года принимался за военную кампанию.